# 藤原 (北九州市)
藤原（ふじわら）は福岡県北九州市八幡西区の地名。藤原一丁目から四丁目の町がある。住居表示実施済み。郵便番号は807-0873。

## 地理
八幡西区の北部西側に位置し、北に浅川学園台、東に医生ケ丘、南東から南に大浦、南から南西に自由ケ丘、西に浅川台、北西に浅川と接する。

## 地域の特徴
町域の西縁に沿って市道の折尾青葉台線が通る。緩傾斜の台地に立地する住宅地で、上空から見ると「く」の字の形になっている。

一丁目にハローデイ 共立大前店、三丁目に浅川幼稚園，藤原台西年長者いこいの家、四丁目に特別養護老人ホーム もみじ苑がある。

## 歴史
二丁目から四丁目は昭和40年代後半に造成された住宅地であり、藤原団地と通称されていた。一丁目は平成中期まで未開発の緑地が広がっていた。

### 地名の由来
大字浅川の字、藤原にちなむ。また、字縄手上がバス停「縄手」に名を残している。

### 沿革
- 1983年（昭和58年）6月1日 - 藤原一丁目 - 四丁目新設[5][6]。
- 1999年（平成11年）6月1日 - 大字浅川の一部が藤原二丁目に編入[7][8]。

### 町名の変遷
| 実施内容          | 実施年月日               | 実施後     | 実施前         |
| ----------------- | ------------------------ | ---------- | -------------- |
| 町名新設 住居表示 | 1983年（昭和58年）6月1日 | 藤原一丁目 | 大字浅川の一部 |
| 町名新設 住居表示 | 1983年（昭和58年）6月1日 | 藤原二丁目 | 大字浅川の一部 |
| 町名新設 住居表示 | 1983年（昭和58年）6月1日 | 藤原三丁目 | 大字浅川の一部 |
| 町名新設 住居表示 | 1983年（昭和58年）6月1日 | 藤原四丁目 | 大字浅川の一部 |

## 世帯数と人口
2025年（令和7年）3月31日現在（北九州市発表）の世帯数と人口は以下の通りである。
| 町         | 世帯数    | 人口    |
| ---------- | --------- | ------- |
| 藤原一丁目 | 492世帯   | 1,232人 |
| 藤原二丁目 | 278世帯   | 540人   |
| 藤原三丁目 | 286世帯   | 661人   |
| 藤原四丁目 | 318世帯   | 669人   |
| 計         | 1,374世帯 | 3,102人 |

### 人口の変遷
国勢調査による人口の推移。
| 1995年（平成7年）  | 1,796人 | [ 9 ]  |  |
| 2000年（平成12年） | 2,068人 | [ 10 ] |  |
| 2005年（平成17年） | 2,115人 | [ 11 ] |  |
| 2010年（平成22年） | 2,904人 | [ 12 ] |  |
| 2015年（平成27年） | 3,183人 | [ 13 ] |  |
| 2020年（令和2年）  | 3,136人 | [ 14 ] |  |

### 世帯数の変遷
国勢調査による世帯数の推移。
| 1995年（平成7年）  | 857世帯   | [ 9 ]  |  |
| 2000年（平成12年） | 959世帯   | [ 10 ] |  |
| 2005年（平成17年） | 935世帯   | [ 11 ] |  |
| 2010年（平成22年） | 1,147世帯 | [ 12 ] |  |
| 2015年（平成27年） | 1,279世帯 | [ 13 ] |  |
| 2020年（令和2年）  | 1,317世帯 | [ 14 ] |  |

## 学区
市立小・中学校に通う場合、学区は以下の通りとなる。
| 町         | 街区              | 小学校                 | 中学校               |
| ---------- | ----------------- | ---------------------- | -------------------- |
| 藤原一丁目 | 1 - 3番, 5 - 24番 | 北九州市立医生丘小学校 | 北九州市立浅川中学校 |
| 藤原一丁目 | 4番               | 北九州市立浅川小学校   | 北九州市立浅川中学校 |
| 藤原二丁目 | 17番              | 北九州市立浅川小学校   | 北九州市立浅川中学校 |
| 藤原二丁目 | 1 - 16番          | 北九州市立光貞小学校   | 北九州市立浅川中学校 |
| 藤原三丁目 | 全域              | 北九州市立光貞小学校   | 北九州市立浅川中学校 |
| 藤原四丁目 | 全域              | 北九州市立光貞小学校   | 北九州市立浅川中学校 |

## 交通

### バス
域内のバス停と系統は以下のとおりである。
| 運行事業者 | 運行事業者 | 北九州市交通局 | 北九州市交通局 | 北九州市交通局 | 北九州市交通局 | 北九州市交通局 | 北九州市交通局 | 北九州市交通局 | 北九州市交通局 |
| 系統       | 系統       | 54             | 61             | 64             | 65             | 70             | 87             | 90             | 91             |
| 停留所     | 藤原       | ○              | ○              | ○              | ○              | ○              | ○              | ○              | ○              |
| 停留所     | 縄手       | ○              | ○              | ○              | ○              | ○              | ○              | ○              | ○              |

## 施設

### 教育施設
- 浅川幼稚園

### 商業施設
- ハローデイ 共立大前店

### 社会福祉施設
- 特別養護老人ホーム もみじ苑
- 藤原台西年長者いこいの家

### 公園
- 藤原公園
- 藤原台西公園
- 藤原台東公園
- 藤原台南公園